# Gnamptogenys acuta
Gnamptogenys acuta is een mierensoort uit de onderfamilie van de Ectatomminae. De wetenschappelijke naam van de soort is voor het eerst geldig gepubliceerd in 1956 door Brown.